# ليندا ولف
ليندا ولف (بالإنجليزية: Linda Wolfe)‏ هي صحفية أمريكية، ولدت في 15 نوفمبر 1932 في بروكلين في الولايات المتحدة.